# Union Station (Tampa)
Pour les articles homonymes, voir Union Station.
Tampa Union Station (TUS) est un dépôt ferroviaire historique des États-Unis situé à Tampa, dans l'État de Floride.

## Histoire
La gare a été conçue par Joseph F. Leitner et a ouvert le 15 mai 1912, par la Société de Gare Union Tampa (Tampa Union Station Company). Son but initial était de combiner le transport de passagers pour l'Atlantic Coast Line Railroad, la Seaboard Air Line Railroad et la Tampa Northern Railroad sur un seul site.
En 1974, portant le nom de Union Railroad Station, elle a été ajoutée au registre national américain des lieux historiques et en 1988 elle a reçu le statut de repère local de la ville de Tampa.

## Service des voyageurs

### Desserte
Elle est desservie par des liaisons longue-distance Amtrak :
- Le Silver Star: New York (New York)  - Miami/Tampa (Floride)